# Квантовая жидкость
Ква́нтовая жи́дкость — жидкость, свойства которой определяются квантовыми эффектами. Вблизи абсолютного нуля, согласно представлениям классической физики, движение атомов должно останавливаться и вещество должно превращаться в кристалл, чего не происходит с некоторыми веществами с малой атомной массой, большой нулевой энергией (и, соответственно, значительными нулевыми колебаниями) и слабым взаимодействием между атомами — то, что они остаются жидкостями, обусловлено квантовыми эффектами, препятствующими образованию кристаллической решётки — при нормальном давлении гелий остаётся жидким вплоть до абсолютного нуля, кристаллический гелий можно получить только при повышенном до 25 атмосфер давлении. Жидкость становится квантовой тогда, когда тепловая длина волны де Бройля её частиц становится сравнимой с расстоянием между ними (происходит квантовое вырождение жидкости. В зависимости от того, бозонами или фермионами являются составляющие жидкость частицы, жидкости называются соответственно бозонными или фермионными (бозе-жидкость или ферми-жидкость).
Квантовые жидкости были открыты Петром Капицей и Джоном Алленом в 1938 году. В принципе, электроны в металлах и полупроводниках, экситоны в диэлектриках и нуклоны в атомных ядрах образуют квантовые жидкости, однако классическими примерами таких жидкостей считаются жидкие гелий-4 и гелий-3, являющиеся соответственно бозонной жидкостью и фермионной жидкостью.
Квантовые жидкости проявляют свои необычные свойства в состояниях, близких к основному квантовому состоянию минимальной энергии. В этом случае возбуждённое состояние жидкости можно описать как газ элементарных возбуждений — квазичастиц, которые в свою очередь могут быть бозонами (которые возникают по одной) или фермионами (которые возникают парами, так как угловой момент жидкости может меняться только на целое число h). Бозе-квазичастицы возникают в обоих типах жидкостей, фермиевские — только в ферми-жидкостях. В отличие от атомов жидкости, квазичастицы постоянно рождаются и исчезают во взаимодействиях друг с другом, при этом их распределение в равновесном состоянии даётся соответствующей статистикой с конечной температурой.
Своеобразие свойств квантовых жидкостей связано с формой спектра элементарных возбуждений, то есть с зависимостью энергии квазичастицы от её импульса. Так, бозе-жидкости проявляют свойство сверхтекучести, связанное с линейной зависимостью энергии элементарного возбуждения от импульса при низких импульсах, а в ферми-жидкостях затухание звука растёт при падении температуры, так что при абсолютном нуле обычный звук в ферми-жидкостях (переносимый ферми-квазичастицами) распространяться не может, но существует и может распространяться так называемый нулевой звук, переносимый бозе-возбуждениями квантовой ферми-жидкости.
Ещё одним эффектом, возникающим в фермиевских квантовых жидкостях, является спаривание квазичастиц, возникающее при низких температурах, если квазичастицы притягиваются друг к другу. В таком случае ниже определённой температуры квазичастицы с противоположно направленными импульсами образуют пары, которые ведут себя как бозоны, и соответственно проявляют сверхтекучесть. Электроны проводимости в металле являются своеобразной ферми-жидкостью, на которую оказывает влияние периодическое поле кристаллической решётки. В условиях крайне низкой температуры электроны могут сконденсироваться в квантовую жидкость куперовских пар со сверхпроводимостью.
Сверхтекучие жидкости содержат бозе-конденсат составляющих их частиц, причём он описывается макроскопической волновой функцией. Макроскопический размер когерентности этой составляющей конденсата позволяет использовать его для высокоточных измерений, например, в СКВИДах.
Нейтроны в нейтронных звёздах, по всей видимости, будут также образовывать квантовую жидкость, возможно, сверхтекучую.